# (1564) Srbija
(1564) Srbija ist ein Asteroid im Hauptgürtel zwischen Mars und Jupiter. Er wurde am 15. Oktober 1936 von dem serbischen Astronomen Milorad B. Protić entdeckt und von ihm nach Serbien benannt. Sein Durchmesser beträgt 22 km. Er ist als Asteroid des Typs X klassifiziert. Er hat mit dem Exzentrizitätswert 0,197 eine größere Exzentrizität. Die Neigung seiner Bahnebene von etwa 11° ist für seine Größe moderat.
Am 24. Juli 2008 konnte in Australien die Bedeckung des Sterns HD 195313 (TYC 5188-1190-1) durch (1564) Srbija im Sternbild Adler beobachtet werden.